# 1931년 전국동계체육대회 스피드스케이팅 일반부 남자 10000m
1931년 전국동계체육대회 스피드스케이팅 일반부 남자 10000m는 일제강점기 조선 경성부에서 개최된 1931년 전국동계체육대회 스피드스케이팅의 세부 종목이다.

## 경기 결과
| 순위 | 선수   | 소속 | 기록    | 비고 |
| ---- | ------ | ---- | ------- | ---- |
| 1    | 함명순 | 연광 | 23:46.6 |      |
| 2    | 김용식 | 백구 | 23:58.5 |      |
| 3    | 이영호 | 경성 | 24:02.0 |      |
| ?    | 김수각 | 연광 | 불명    |      |
| ?    | 엄점득 | 백구 | 불명    |      |
| ?    | 주대덕 | 연광 | 불명    |      |
| ?    | ??식   | 불명 | 불명    |      |
| -    | 김영길 | 강계 | -       | DNF  |
| -    | 김용우 | 불명 | -       | DNF  |
| -    | 백승일 | 불명 | -       | DNF  |

## 참고 문헌
- 대한체육회 (1990). 《대한체육회 70년사》.
- 대한체육회 (2011). 《대한체육회 90년사》.
- “제12회 전국동계체육대회 스피드스케이팅 일반부 남자 10000m 결승 경기 결과”. 대한체육회.[깨진 링크(과거 내용 찾기)]
- “第四回全朝鮮(제사회전조선) 氷上競技經過(빙상경기경과)”. 동아일보. 1931년 1월 27일.